# ماهون هندی
ماهون هندی (نام علمی: Toona ciliata) نام یک گونه از تیره زیتون‌تلخیان است.

## نگارخانه

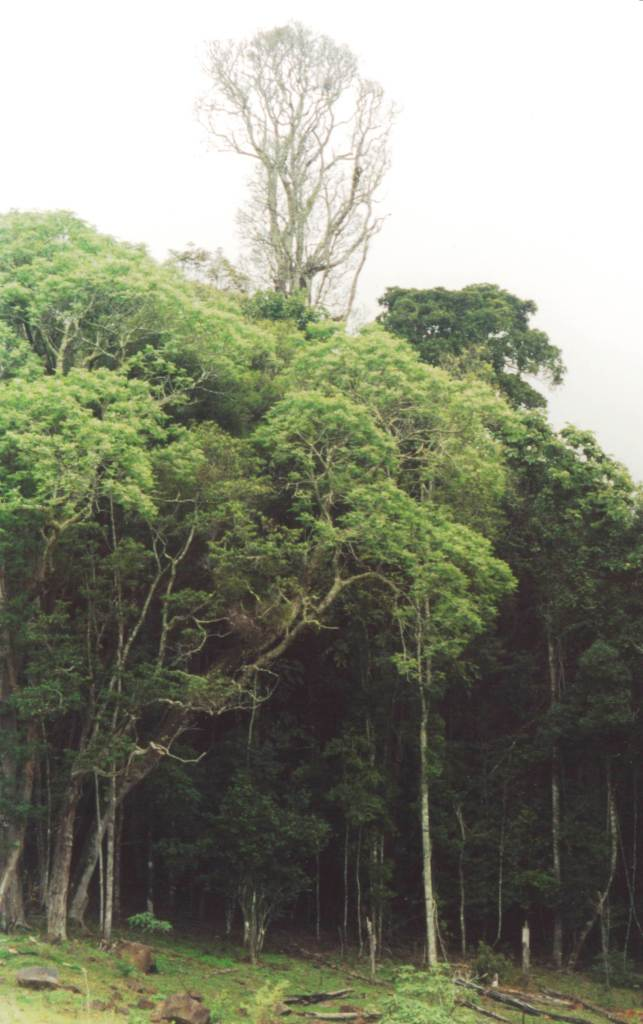
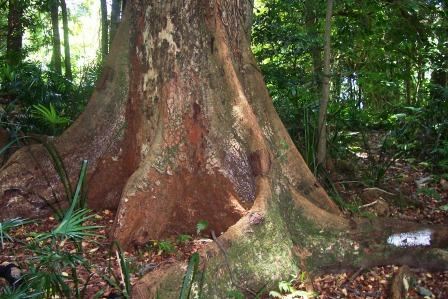
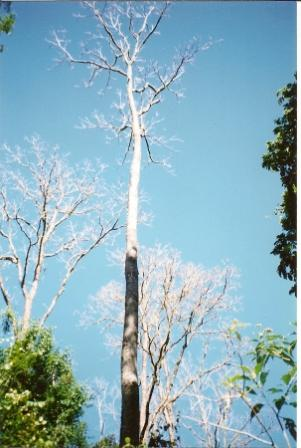
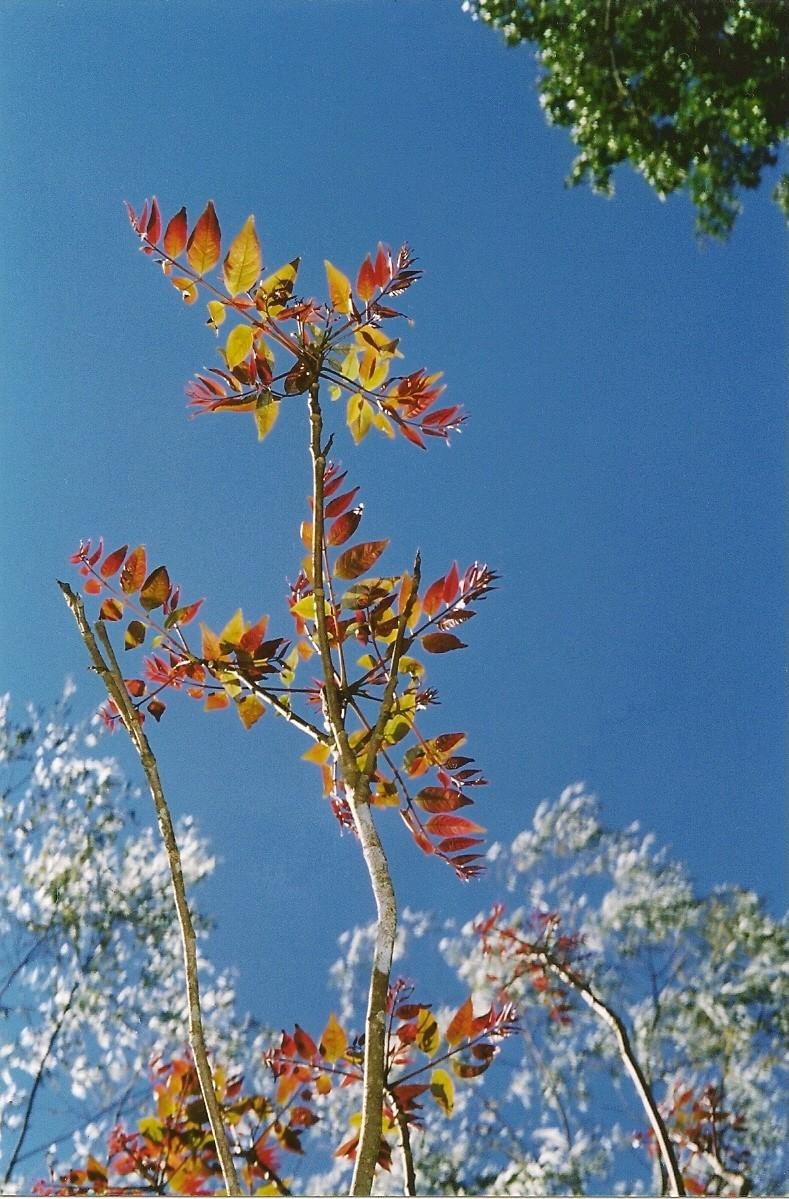